# بقعة الشبكية

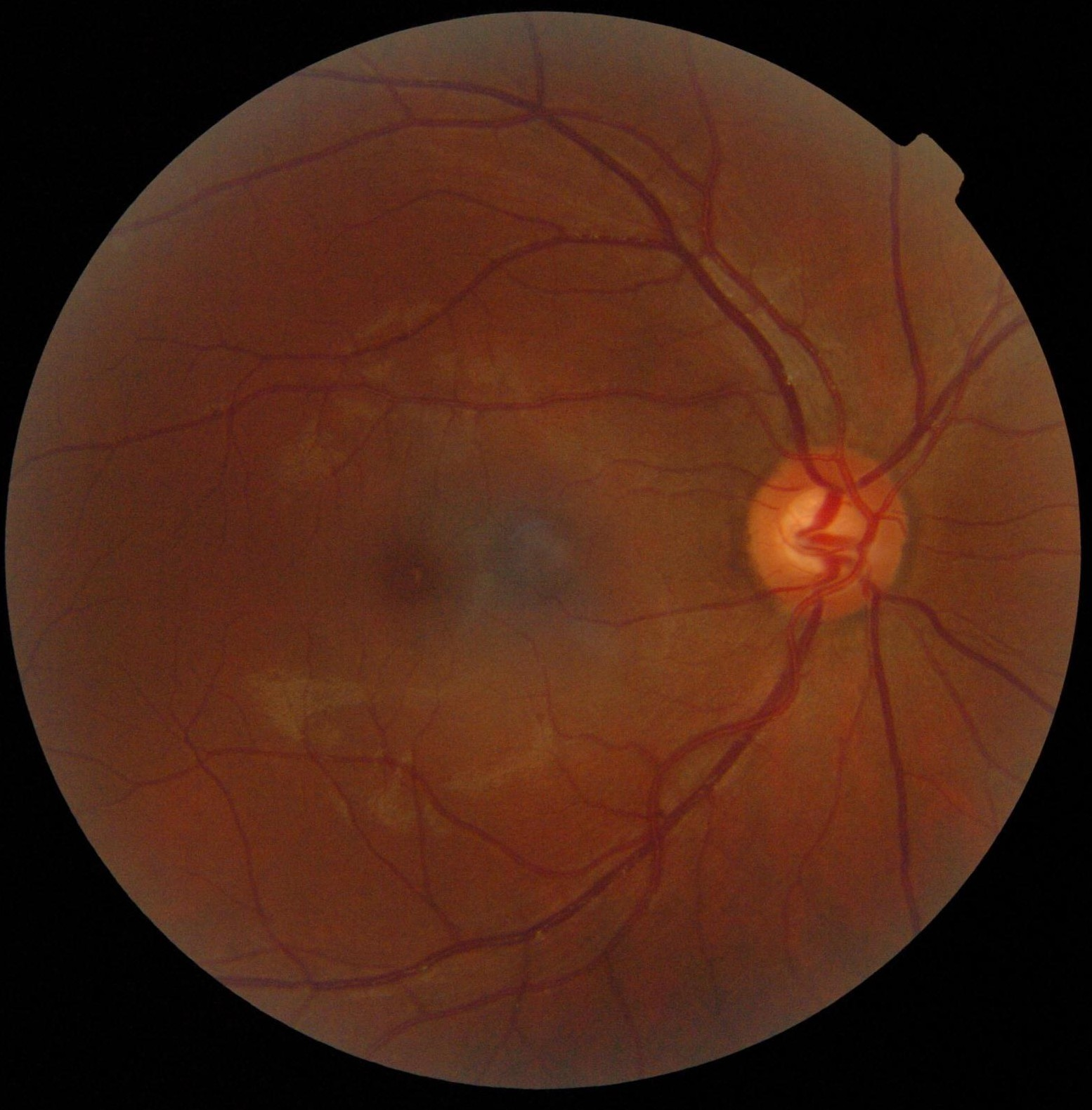
العين وموقع "البقعة العمياء" وهي القرص (المضيء) هنا؛ وفي تلك البقعة تتصل الأوعية الدموية وعصب العين. البقعة الشبكية توجد بجوارها إلى اليسار.

البقعة أو البقعة الصفراء هي بيضوية الشكل ذات بقع صفراء مصطبغة جدا بالقرب من مركز شبكية العين البشرية. فقد يبلغ قطرها حوالي 5 ملم وهي من الخلايا المتشابهه أحيانا تحتوي على اثنتين أو أكثر من طبقات الخلايا العقدية. أما النقرة فهي توجد بالقرب من مركز هذه العقد وهي هوة صغيرة تحتوي على أكبر تجمع من الخلايا المخروطية في العين، وهي مسؤولة عن أوضح صورة تكوّنها العين عند النظر؛ حيث تتجمع وتتركز عليها الأشعة الضوئية الآتية من العدسة مكونة صورة. هذه النقرة تحتوي أيضا على جزئين يسميان parafovea وperifovea .
ونظرا لأن البقعة صفراء اللون فهي تمتص فائض الضوء الأزرق والأشعة فوق البنفسجية التي تدخل في العين، وتعمل بمثابة واقي طبيعي (مماثلة للنظارات الشمسية) لبقعة الشبكية في العين. ويأتي هذا اللون الأصفر من مما تحتويه لمادة اللوتين وزيازانثين والتي تحتوي على كاروتينات الكزانتوفيل الصفراء المستمدة من الغذاء.
الزيازانثين يهيمن داخل البقعة، في حين يسود اللوتين في أماكن أخرى في شبكية العين. وهناك بعض الأدلة على أن هذه الكاروتينات تحمي المنطقة الصباغية من بعض أنواع الضمور البقعي.
تراكيب في البقعة متخصصة في ارتفاع حدة الرؤية. اما داخل البقعة توجد كل من النقرة والنقيرة والتي تحتوي على كثافة عالية من الخلايا المخروطية التي بها مستقبلات ضوئية عالية الحدة للألوان.

## تركيز العين على النقرة

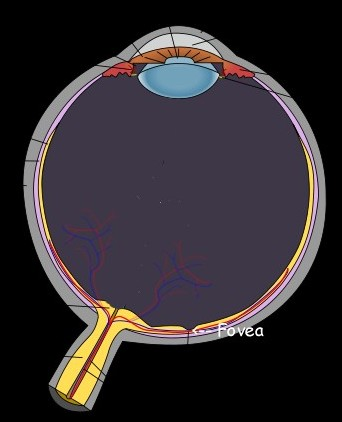
مقطع في العين وترى النقرة Fovea (في وسط البقعة الشبكية)؛ كما يرى القرص (الأعمى) الموصول بالعصب.

في النقرة المركزية تتجمع الأشعة الآتية من عدسة العين وتكون صورة للشيء الذي يركز الشخص النظر عليه. تلك الصورة تكون أوضح ما يمكن بسبب كثرة الخلايا المخروطوية فيها، وهي خلايا ترى الألوان: الأزرق والأخضر والأحمر (ويكون المخ من تلك الألوان بقية الألوان). فإذا أدار الشخص رأسه فإن العين تتحرك في اتجاه عكسي لحركة الرأس من أجل بقاء تجمع الأشعة القادمة من العدسة في النقرة. ذلك لأن ما يحيط بالنقرة المركزية من خلايا مخروطية وخلايا عصوية ليست بكثافة الخلايا المخروطية الموجودة في النقرة، فترى الصورة في تلك المناطق الجانبية غير واضحة.
ونلاحظ عند القراءة وضوح الكلمة التي نقرأها وضوحا جليا، في حين أن الكلمة التي قبلها والكلمة التي بعدها تكون أقل وضوحا. وأثناء القراءة تنتقل العين تلقائيا من كلمة إلى أخرى وتضبط نفسها بحيث تقع الأشعة القادمة من العدسة دائما على النقرة.

## البقعة العمياء
تتصل الخلايا الضوئية في الشبكية مع عصب العين في نقطة على الشبكية تسمى «القرص». تقل الخلايا الضوئية في هذا القرص، ولهذا يعتبر هذا القرص بقعة عمياء.

## المدلول الطبي
في حين أن فقدان الرؤية المحيطية قد لا تلاحظ لبعض الوقت، والأضرار التي لحقت البقعة يؤدي إلى فقدان الرؤية المركزية، والتي عادة ما تكون واضحة بشكل كبير. والتدمير التدريجي للبقعة هو المرض المعروف باسم الضمور البقعي ويمكن أن يؤدي في بعض الأحيان إلى خلق فجوة بقعية. ونادرا ما تتسبب هذه الفجوات البقعية بصدمات، ولكن إذا وجهت ضربة قاسية يمكن أن تؤدي إلى انفجار الاوعية الدموية المؤدية إلى البقعة، وتدمرها.
فالمدخلات البصرية في البقعة تشغل جزءا كبيرا من القدرات البصرية في المخ. ونتيجة لذلك، يمكن لبعض اشكال الرؤى الجانبية المفقودة ان تحدث دون إشراك البقعة، وهذا ما يسمى الاستبقاء البقعي. (على سبيل المثال، قد تظهر الاختبارات الميدانية البصرية عمى شقي مماثل الجانب ذا استبقاء بقعي.)